# Zenith-Plateau
Das Zenith-Plateau ist ein ozeanisches Plateau im östlichen Indischen Ozean.
Das Zenith-Plateau befindet sich rund 1800 km nordwestlich der australischen Stadt Perth. Es erstreckt sich zwischen 20 und 25 Grad südlicher Breite und zwischen 100 und 110 Grad östlicher Länge am Südrand des Wharton-Beckens, nordwestlich des Wallaby-Plateaus.
Der Nordrand des Zenith-Plateaus war im April 2014 im Rahmen der Suche nach dem Wrack von Malaysia-Airlines-Flug 370 Ziel intensiver Erkundung des Meeresbodens.